# Nachal Je'elim
Nachal Je'elim (hebrejsky נחל יעלים) je vádí v jižním Izraeli, na pomezí severovýchodního okraje Negevské pouště a Judské pouště.
Začíná v nadmořské výšce okolo 600 metrů kopcovité pouštní krajině, přímo v prostoru města Arad. Směřuje pak k jihovýchodu, přičemž se zařezává do okolního terénu. Vádí zde sleduje těleso dálnice číslo 31. Na okraji města sem na severním úpatí vrchu Roš Zohar od severozápadu zleva ústí vádí Nachal Tavija. Tok se pak stáčí k východu, míjí rozptýlené beduínské osady. Od západu sem zprava ústí vádí Nachal Pra'im. Vádí vede širokým údolím okolo hory Har Je'elim. Postupně klesá do příkopové propadliny u Mrtvého moře. Od západu přijímá zleva vádí Nachal Chatrurim a Nachal Morag. V posledním úseku vede úzkou, turisticky využívanou soutěskou. Podchází dálnici číslo 90 a zhruba 3 kilometry severně od turistického areálu Ejn Bokek ústí do Mrtvého moře, respektive do jižní části Mrtvého moře, která je od severní části kvůli poklesu stavu oddělena a tvoří jen izolovanou menší vodní plochu.